# Jimmy James
Jimmy James, nacido bajo el nombre de Michael James (Jamaica, 13 de septiembre de 1940-14 de mayo de 2024), fue un cantante y músico de soul jamaicano radicado en Gran Bretaña. Ha destacado como el cantante principal de Jimmy James & The Vagabonds desde mediados de 1960.

## Biografía
En el año 1960, forma parte de la banda The Vagabonds, junto al guitarrista Chris Garfield, el bajista Alan Wood, el baterista Russel Courtney y el tecladista Alan Kirk.
Más tarde, en el año 1964, realiza un viaje a Inglaterra donde graba "Ska Time" el cual es considerado uno de los primeros ejemplares de la música Ska en Europa. En 1965 realiza varios conciertos y grabaciones en Hungría, país en el cual The Vagabonds se reúne, siendo una de las primeras bandas en ponerse de moda en un país comunista.
Compartió escenario (como Vagabond y como solista) con artistas como Cher, Rod Stewart, y con bandas como The Who y The Rolling Stones.
En la década de los 70, lanza éxitos (con The Vagabonds) "I'll Go Where Your Music Takes Me" y "Now Is The Time".
Recientemente, en el año 2007, colabora en la canción "The Other Side of the Street" del álbum Ian Levine's Northern Soul.

## Música
Su música fue gran influencia para artistas como Keith Richards (The Rolling Stones), James Brown, Bob Marley, etc.
También fue uno de los pilares del movimiento rebelde de jóvenes ingleses en los 60s, asociados con la música ska.